# Rectificación de la República

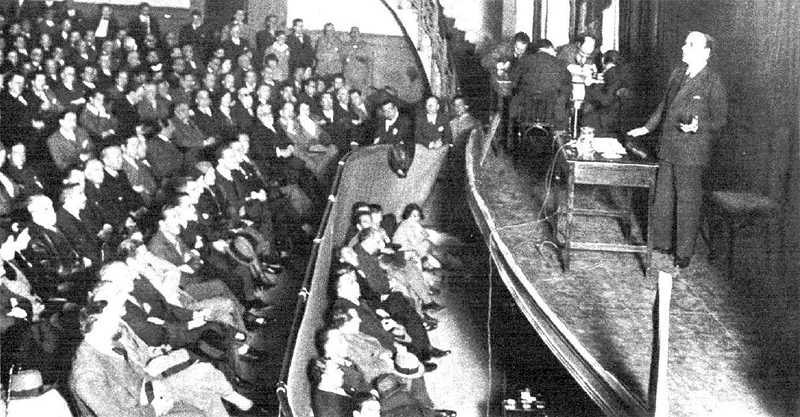
Fotografía del discurso publicada en revista de la época

Rectificación de la República es el título del discurso que el 6 de diciembre de 1931 realizó el filósofo, periodista y diputado José Ortega y Gasset, certificando su distanciamiento con la trayectoria que veía en la Segunda República Española, durante los debates constitucionales.

## Contexto histórico
Las Cortes fueron en 1931 el centro neurálgico de la vida política, y la elaboración de la nueva constitución fue vivida como un acontecimiento histórico y un cambio generacional (la gran mayoría de los diputados lo eran por primera vez). En ellas tenían gran peso republicanos y socialistas, que hasta el momento habían tenido una experiencia muy minoritaria y marginal en los gobiernos y en las Cortes de la Restauración. Pero de lo que no carecían era de formación técnica e intelectual, en una Cámara mayoritariamente compuesta por clases medias ilustradas: profesionales liberales, empleados públicos, profesores, escritores, periodistas, con elevadas dosis de formación humanística y jurídica, que otorgaron un sello de intelectualidad. Los intelecuales habían engrosado los partidos y se habían incorporado de lleno a la vida política, especialmente en la Agrupación de intelectuales al servicio de la república.
También se rescató la oratoria. La asistencia masiva al hemiciclo respondía al atractivo de los debates políticos y las confrontaciones dialécticas. La nueva situación del Parlamento, convertido en el centro neurálgico de construcción del Estado republicano y del debate político, contrastaba vivamente con las Cortes de la Restauración "desplazadas por los centros de poder urdidos en las relaciones clientelares del gobierno y de Palacio".

## El desencanto de Ortega con la política de la República
Las Cortes presididas por Julián Besteiro tenían como tarea principal el debate y aprobación de una Constitución. Durante el proceso de elaboración de la Constitución surgieron las tensiones entre los partidos firmantes del Pacto de San Sebastián, especialmente en los temas de religión y ordenación de la actividad económica. La mayoría de los republicanos quedaron contentos con la Constitución, y al fin la aprobaron las Cortes el 9 de diciembre. Sin embargo, y desde el comienzo mismo se vio sometida a las críticas más severas desde la derecha e incluso desde parte del centro. Toda la opinión católica, con rarísimas excepciones, repudió el artículo 26, mientras que el artículo 44 llenó igualmente de preocupación a la mayoría de los conservadores, por su contenido sobre la intervención del estado y la propiedad. 
En el debate de totalidad del proyecto de la Comisión de Constitución celebrado entre los días 27 de agosto y 9 de septiembre de 1931 José Ortega y Gasset intervino como portavoz del grupo parlamentario de la Agrupación al Servicio de la República para decir que "nuestro grupo siente una alta estimación por el proyecto que esa Comisión ha redactado" ("hay en este proyecto auténtico pensamiento democrático, sentido de responsabilidad democrática", añadirá más adelante) pero advirtiendo a continuación que "esa tan certera Constitución ha sido mechada con unos cuantos cartuchos detonantes, introducidos arbitrariamente por el espíritu de propaganda o por la incontinencia del utopismo". Entre esos "cartuchos detonantes" destacó que para el proyecto "la autonomía [sea] algo especial, puesto que no la estatuye para todos los españoles" sino que responde a los deseos "de dos o tres regiones ariscas" lo que dará lugar a "dos o tres regiones semi-Estados frente a España, a nuestra España" y en cuanto al resto de regiones, al afirmar el proyecto, según Ortega, que la autonomía sólo se concederá "a aquellas provincias que posean características definidas, históricas, culturales y económicas comunes" esto las animará a "una campaña de nacionalismo allí donde hasta ahora no ha existido".

En cambio, si la Constitución crea desde luego la organización de España en regiones, ya no será la España una, quien se encuentre frente a frente de dos o tres regiones indóciles, sino que serán las regiones entre sí quienes se enfronten, pudiendo de esta suerte cernirse majestuoso sobre sus diferencias el Poder nacional, integral, estatal y único soberano. Contemplad la diferencia de una solución y de otra.

El otro "cartucho detonante" es, según Ortega, "el artículo donde la Constitución legisla sobre la Iglesia" que le parece "de gran improcedencia".

Yo dudo mucho que sea la mejor manera para curarse de tan largo pasado como es la historia del Estado-Iglesia, esas liquidaciones subitáneas [la disolución de las órdenes religiosas que aparecía en el artículo 24, luego 26, del proyecto]; no creo en esa táctica para combatir el pasado. (...) Nosotros propondríamos que la Iglesia, en la Constitución, aparezca situada en una forma algo parecida a lo que los juristas llaman una Corporación de Derecho público que permita al Estado conservar jurisdicción sobre su temporalidad

Ortega y Gasset acusó a las Cortes Constituyentes de sectarismo y de radicalismo huero ya desde el 9 de septiembre,[cita requerida] motejando a los extremistas radical-socialistas más exaltados de "jabalíes", apodo que se mantuvo. Calificaría más adelante al nuevo documento de «Constitución lamentable, sin pies ni cabeza, ni el resto de materia orgánica que suele haber entre los pies y la cabeza». Las intervenciones de Ortega y Gasset en las Cortes, posteriormente recogidas en la prensa y recopiladas en forma de libros, eran muy esperadas, comentadas y criticadas, en particular cuando se expresó sobre el problema de la estructura territorial del Estado y el Estatuto catalán. Pese a ello, el partido fue relativamente poco influyente en las Cortes, en parte por causa de las declaraciones del filósofo, que describía su movimiento como un grupo de intelectuales metidos en política solo por deber y como a disgusto. 
La implicación de la agrupación se hace patente en la nota que el diputado Severino Aznar pasa a Ortega en las Cortes, donde ocupan escaños vecinos: "¿Cree usted esto compatible con la libertad que ustedes dicen que vienen a restaurar? ¿Piensa usted que puede tolerarlo mucho tiempo quien sienta la dignidad personal? Si esto continúa nos llevará a la desesperación, porque envilecerá a España y la hará inhabitable para la mayoría de los españoles. ¿Puede contener esa ola de tiranía y de fango?"
Pronto fueron dejando el protagonismo a los políticos y partidos, de forma que la Agrupación al Servicio de la República se disolvió a comienzos del año 1932, y algunos diputados dejaron sus escaños, retirándose de la primera línea de la política. El apartamiento del centro de la política presagió el posterior silencio en materia política al estallar la guerra.
Su discípulo José Gaos valora como prematuro al desencanto de Ortega con la República, pero lo atribuye a su "sentido liberal de la existencia", el derecho de cada grupo y de cada individuo a mantener su propia autenticidad independientemente de la presión o del halago público.

## Circunstancias del evento

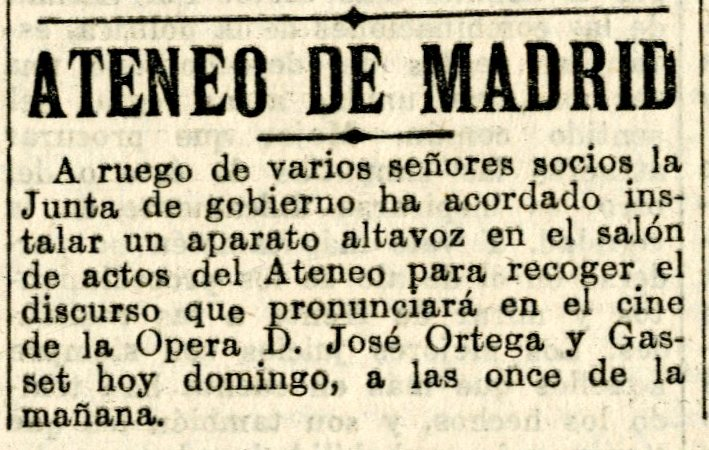
Anuncio publicado en el periódico "El liberal", sobre la instalación de megafonía en el Ateneo de Madrid, para escuchar el discurso de Ortega

El 6 de diciembre, cuando la Constitución se acercaba a su término, Ortega pronunció en Madrid una magna conferencia en la que recalcó que "es preciso rescatar el perfil de la República. (...) Lo que no se comprende es que habiendo sobrevenido la República con tanta plenitud y tan poca discordia, sin apenas herida, ni apenas dolores, hayan bastado siete meses para que empiece a cundir por el país desazón, descontento, desánimo, en suma, tristeza". El discurso no tuvo lugar en las Cortes, sino que fue una conferencia en el Cinema de la Ópera de Madrid el 6 de diciembre de 1931, titulada "Rectificación de la República", que contiene la afirmación de que "es preciso rectificar el perfil de la República".
Las crónicas de la época cuentan entre los asistentes al acto a nombres notorios de la política y la intelectualidad: Álvaro de Albornoz, Fernando de los Ríos, Miguel Maura, Azorín, Unamuno, Marañón, Antonio Espina, Francisco Barnés, Fernando Vela, Luis Recasens, Zuloaga y Pedro Salinas.
La sala se llenó por completo, como puede apreciarse en las fotos de la época, llegando incluso a instalarse megafonía en el Ateneo de Madrid para poder escucharlo en directo.

## Contenido del discurso
Ortega, para quien ya desde 1914 monarquía y república son dos formas de gobierno igualmente válidas, había apostado y trabajado en favor de la instauración republicana. Cuando esta se proclama en abril de 1931, pocos pueden superar la ilusión y el optimismo de las manifestaciones orteguianas que, sin embargo, se transformarían en una "rectificación de la República" antes de que terminara 1931, en un "estos republicanos no son la República" y en un "¡Viva la República!" cuando esta era ya imposible por la división radical de la sociedad española. Queda claro el sentido con que Ortega critica la existencia de partidos políticos en tanto que son resurrecciones y vigencias decimonónicas y, por tanto, desfasados e ineficaces para el nuestro.

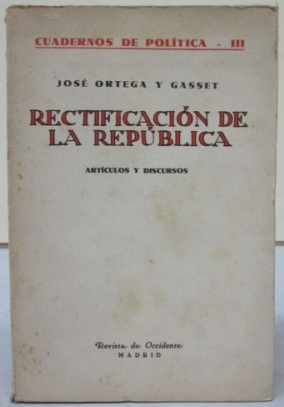
Portada de la edición del discurso en Revista de Occidente, 1932

Los siguientes fragmentos del contenido del discurso nos permiten seguir las razones y posiciones del diputado:
"Durante esos siete meses, la República ha estado entregada a unos cuantos grupos de personas que han hecho de ella, libérrimamente, lo que les recomendaba su espontánea inspiración. Tenían derecho a ello, porque fueron la avanzada del movimiento republicano en la hora de máximo peligro. Era justo que los demás quedásemos, por el pronto, a la vera, procurando no estorbar; más aún, formando un círculo defensivo, dentro del cual esos hombres, sobre quienes el destino había hecho caer la tremenda carga de enseñar a una República recién nacida sus primeros pasos, pudiesen actuar con plena holgura, con plena calma."
"La República, durante su primera etapa, debía ser sólo República, radical cambio en la forma del Estado, una liberación del poder público detentado por unos cuantos grupos, en suma, que el triunfo de la República no podía ser el triunfo de ningún determinado partido o combinación de ellos, sino la entrega del poder público a la totalidad cordial de los españoles"
"Es preciso rectificar el perfil y el tono de la República, y para ello es menester que surja un gran movimiento político en el país, un partido gigante que anude, de la manera más expresa, con aquel ejemplar hecho de solidaridad nacional, portador de la República, que interprete ésta como un instrumento de todo y de nada para forjar la nueva nación, y haciendo de ella un cuerpo ágil, diestro, solidario, actualísimo, capaz de dar su buen brinco sobre las grupas de la fortuna histórica, animal fabuloso que pasó ante los pueblos siempre muy a la carrera."
"Se trata, señores, de innumerables cosas egregias, que podríamos hacer juntos y que se resumen todas ellas en esto: organizar la alegría de la República española."
El filósofo volvía a pedir a los republicanos que no falsificaran la República. Es frecuente reseñar la frase “¡No es esto, no es esto!. La República es una cosa. El radicalismo es otra. Si no, al tiempo" como cierre del discurso, aunque en realidad fue publicada en el periódico Crisol el 9 de septiembre de 1931.
Según el historiador Gabriel Jackson, en el discurso pronunciado justo tres días antes de que se votara la Constitución de 1931 Ortega y Gasset

se hallaba preocupado al ver a la República minada por el espíritu de facción. El exacerbado regionalismo, el exagerado anticlericalismo y la miope defensa de los privilegios por los reaccionarios amenazaban con ahogar al nuevo régimen en su infancia. Pidió un "Estado integral, superior a todo partidismo" y un "partido de amplitud nacional" [que en otros discursos dijo que podría presidir Miguel Maura], que dirigiría desde arriba la necesaria revolución. Su fraseología indicaba claramente su desengaño ante los resultados del sufragio universal y la necesidad de una autoridad inteligente y paternalista en manos de una élite.